# سوق الطويل
سوق الطويل وهو أشهر أسواق مدينة حماة في سوريا. وكان يسمى سابقاً سوق المنصورية نسبة إلى بانيه ملك حماة المنصور محمد ابن الملك المظفر تقي عمر الأيوبي المتوفى عام (1220م). ويمتد من منتصف شارع الدباغة إلى شارع المرابط ويعتبر من اقدم الاسواق في مدينة حماة.